# توکای کلاه‌سیاه
توکای کلاه‌سیاه (نام علمی: Turdus olivater) گونه‌ای از پرندگان خانواده توکایان است که عمدتاً در ونزوئلا و در بخش‌های خاصی از کلمبیا (عمدتاً در سیرا نوادا د سانتا مارتا ) یافت می‌شود. زیستگاه‌های طبیعی آن جنگل‌های کوهستانی نمناک نیمه‌گرمسیری یا گرمسیری، بوته‌زارهای نیمه‌گرمسیری یا گرمسیری با ارتفاع بالا و جنگل‌های پیشین به شدت دگرگون شده است.